# CosplayCloud
CosplayCloud is een Belgische organisatie die de hobby cosplay promoot en cosplayers met elkaar in contact brengt. CosplayCloud bestaat uit vrijwilligers die activiteiten organiseren op en buiten animeconventies.
CosplayCloud heeft overeenkomsten met bedrijven en grote conventies zoals FACTS, de Belgische Comic Cons, Atsusacon en GameForce. CosplayCloud vormt een contactpunt voor de media om in contact te komen met Belgische cosplayers.

## Geschiedenis
CosplayCloud werd opgericht op 20 mei 2012 met het doel cosplayers sociaal met elkaar te verbinden. Dit doel werd gerealiseerd door meetings te organiseren die vrij toegankelijk gemaakt werden. Oorspronkelijk was dit slechts een losse organisatie, maar deze werd formeel vastgelegd nadat bleek dat de meetings steeds succesvoller werden.
Er werden ook andere activiteiten opgestart op (geek)conventies. In 2013 begon CosplayCloud contacten te leggen met lokale geekwinkels, grote mediapartners en internationale bedrijven gericht op geekgerelateerde producten om sponsoring en werkingsgeld te genereren. Door deze partners kon CosplayCloud blijven functioneren zonder kosten aan te rekenen aan cosplayers.
Doorheen de jaren zijn de activiteiten en diensten van CosplayCloud uitgebreid naarmate de noden van de Belgische cosplayers veranderden.